# Roan (Noruega)
Roan és un antic municipi del comtat noruec de Sør-Trøndelag. Té 961 habitants (2016) i té una superfície de 374.91 km².